# Uyui (Distrikt)
Uyui, auch „Tabora Distrikt“ genannt, ist ein Distrikt in der tansanischen Region Tabora. Der Distrikt umschließt den Distrikt Tabora (MC) und grenzt im Norden an die Region Shinyanga und die Distrikte Nzega und Igunga, er grenzt im Osten an die Region Singida, im Süden an den Distrikt Sikonge und im Westen an die Distrikte Urambo und Kaliua.

## Geographie
Uyui hat eine Fläche von 13.453 Quadratkilometer und 562.588 Einwohner (Volkszählung 2022). Der Distrikt liegt nordwestlich und östlich der Regionshauptstadt Tabora auf dem zentralen tansanischen Plateau in einer Höhe von 1100 bis 1200 Meter über dem Meer. Durchbrochen wird die Ebene nur von flachen Hügeln und sanften Flusstälern. Die meisten Bäche und Flüsse führen nur temporär Wasser. Der westliche Distriktteil entwässert zum Fluss Malagarasi, der in den Tanganjikasee mündet, der östliche Teil über den Fluss Manonga in den Wembere Sumpf und den See Kitangiri, der bei Hochwasser in den Eyasisee entwässert. Im Distrikt herrscht tropisches Savannenklima, Aw nach der effektiven Klimaklassifikation. Die Niederschläge von weniger als 1000 Millimeter im Jahr fallen zum Großteil in den Monaten November bis April, die Trockenzeit von Juni bis September ist beinahe niederschlagsfrei. Die Durchschnittstemperatur liegt bei 23 Grad Celsius.

## Geschichte
Der Distrikt Uyui wurde im Jahr 1983 eingerichtet.

## Verwaltungsgliederung
Uyui besteht aus 30 Bezirken (Wards):
- Bukumbi
- Goweko
- Ibelamilundi
- Ibiri
- Igalula
- Igulungu
- Ikongolo
- Ilolangulu
- Isikizya
- Isila
- Kalola
- Kigwa
- Kizengi
- Loya
- Lutende
- Mabama
- Magiri
- Makazi
- Miswaki
- Miyenze
- Mmale
- Ndono
- Nsimbo
- Nsololo
- Nzubuka
- Shitage
- Tura
- Ufuluma
- Upuge
- Usagari

| Die Einwohnerzahl stieg von 281.101 im Jahr 2002 auf 396.623 im Jahr 2012. Dies entspricht einem jährlichen Wachstum von 3,4 Prozent und einer Verdopplungszeit von zwanzig Jahren. Im Jahr 2012 sprachen vierzig Prozent der Über-Fünfjährigen Swahili, drei Prozent Englisch und Swahili, 57 Prozent waren Analphabeten. Im Jahr 2022 lebten 562.588 Menschen in 90.948 Haushalten. Bevölkerungswachstum: \| Volkszählung \| Einwohner \| \| ------------ \| --------- \| \| 1988 \| 126.836 \| \| 2002 \| 281.101 \| \| 2012 \| 396.326 \| \| 2022 \| 562.588 \| | Hier fehlt eine Grafik, die leider im Moment aus technischen Gründen nicht angezeigt werden kann. Wir arbeiten daran! |
| Volkszählung | Einwohner |
| 1988 | 126.836 |
| 2002 | 281.101 |
| 2012 | 396.326 |
| 2022 | 562.588 |

- Bildung: Im Distrikt gibt es 114 Grundschulen und 16 weiterführende Schulen.[10]

| - Landwirtschaft: Die Landwirtschaft ist der wichtigste Wirtschaftszweig. Im Jahr 2012 waren von 60.000 Haushalten 55.000 mit Ackerbau beschäftigt. Die Landwirtschaft wird meist kleinbäuerlich und mit viel Handarbeit betrieben. Das Hauptproblem ist der geringe Niederschlag, sodass nur dürreresistente Pflanzen angebaut werden können. Dies ist vor allem Mais, daneben noch Maniok, Hirse, Erdnüsse, Tabak und Baumwolle. Reis wird in tiefer gelegenen Gebieten im westlichen Landesteil angebaut. Mehr als die Hälfte der Haushalte hielt auch Nutztiere, am meisten wurden Hühner und Rinder gehalten. - Eisenbahn: Durch den Distrikt verläuft die Tanganjikabahn von Daressalam zum Tanganjikasee, die von der Firma Tanzania Railways Limited (TRL) betrieben wird. - Straßen: Die wichtigsten Straßen sind die sternförmig von der Stadt Tabora ausgehenden National- und Regionalstraßen, die teilweise durch den Distrikt verlaufen. - Flughafen: Der näheste Flughafen liegt südlich der Regionshauptstadt Tabora, nur wenige Kilometer von der Distriktgrenze entfernt. Im Jahr 2016 wurden hier 12.000 Passagiere abgefertigt. | Hier fehlt eine Grafik, die leider im Moment aus technischen Gründen nicht angezeigt werden kann. Wir arbeiten daran! |

## Politik
In Uyui wird ein Distriktrat (District council) alle 5 Jahre gewählt. Bei der Wahl im Jahr 2019 wurde Said Ntahondi zum Vorsitzenden gewählt.[veraltet]

## Sonstiges
- Kinderarbeit: Kinderarbeit ist ein generelles Problem in Tansania. Deren Reduktion hängt stark mit der Verbesserung der Schulbildung zusammen. In den Jahren 2016 bis 2017 finanzierte die Firma Japan Tobacco International (JTI) eine Studie der Internationalen Arbeitsorganisation (ILO), wie Kinderarbeit verringert werden  kann.[18]